# Geraldo Alckmin
Geraldo Alckmin   (Pindamonhangaba, 7 de novembre de 1952) és un polític brasiler. Ha ocupat els càrrecs de diputat (1987-1994), alcalde de Pindamonhangaba (1973-1977) i fou governador de São Paulo (2001-2006/2011-2015). És membre fundador del Partit de la Social Democràcia Brasilera. Alckmin va ser derrotat per Luiz Inácio Lula da Silva a la segona volta de les eleccions presidencials de 2006.